# Maria Sirvent i Escrig
Maria Sirvent i Escrig (Barcelona, 1987) és una advocada i política catalana. És advocada especialitzada en temes de gènere i d'habitatge. Com a activista social ha participat en moviments com Solidaritat Antirepressiva de Terrassa. Va encapçalar les llistes de la Candidatura d'Unitat Popular a l'Ajuntament de Terrassa en les eleccions locals de 2015, essent elegida regidora. Fou escollida diputada per la CUP-Crida Constituent a les eleccions al Parlament de Catalunya de 2017, ha estat la representant del subgrup de la CUP a la Mesa del Parlament. A les eleccions al Parlament de 2021, concorre com a número set a la llista per la circumscripció de Barcelona.